# Foro Mundial sobre Economía del Turismo
El Foro Mundial sobre Economía del Turismo es un evento anual sobre la economía del turismo a nivel mundial, se celebra cada año en diferentes localidades con la colaboración de la Organización Mundial del Turismo.
El foro es un escenario para el encuentro de representantes, políticos, líderes empresariales e inversionistas de todo el mundo, es también un encuentro intercultural entre occidente y oriente.

## Ediciones
- 2012:  Macao[1]
- 2013:
- 2014:  Macao[2]
- 2015:  Macao[3]